# Kleingebiet Kiskőrös
Das Kleingebiet Kiskőrös (ungarisch Kiskőrösi kistérség) war bis Ende 2012 eine ungarische Verwaltungseinheit (LAU 1) innerhalb des Komitats Bács-Kiskun in der Südlichen Großen Tiefebene. Zum Jahresanfang 2013 wurde es komplett in den gleichnamigen Kreis (ungarisch Kiskőrösi járás) umgewandelt.
Das Kleingebiet hatte 55.115 Einwohner (Ende 2012) auf einer Fläche von 1130,33 km² und umfasste 15 Gemeinden.
Der Verwaltungssitz war in Kiskőrös.

## Städte
- Izsák (5.710 Ew.)
- Kecel (8.707 Ew.)
- Kiskőrös (14.303 Ew.)
- Soltvadkert (7.487 Ew.)

## Gemeinden
| Akasztó       | Bócsa    | Császártöltés | Csengőd\| |
| Fülöpszállás  | Imrehegy | Kaskantyú     | Páhi      |
| Soltszentimre | Tabdi    | Tázlár        |           |

Koordinaten: 46° 39′ N, 19° 20′ O